# Elaiza
Elaiza, originaire de Berlin en Allemagne, est un groupe de musique allemand.
Le 13 mars 2014, il remporte la finale nationale "Unser song für Dänemark" et est choisi pour représenter l'Allemagne au Concours Eurovision de la chanson 2014 à Copenhague, au Danemark avec la chanson Is It Right (Est-ce juste?).
La chanteuse leader du groupe, Ela (Elżbieta Steinmetz) est née en Ukraine d'un père ukrainien et d'une mère polonaise.

## Membres
- Elżbieta "Ela" Steinmetz — voix
- Yvonne Grünwald  — accordéon
- Natalie Plöger — contrebasse